# Buruflugsnappare
För fågelarten Ficedula buruensis, se bandaflugsnappare.
Buruflugsnappare (Eumyias additus) är en fågel i familjen flugsnappare inom ordningen tättingar.

## Utseende och läte
Buruflugsnapparen är en stornäbbad flugsnappare med brun ovansida, rostrött på stjärt och vingar samt vit undersida med subtilt mörkare streck på bröstet. Den långsamma sången består av cirka tjugo flöjtande toner som endast skiftar något i tonhöjd.

## Utbredning och systematik
Fågeln återfinns enbart i skogsområden på ön Buru i Moluckerna, Indonesien. Den behandlas som monotypisk, det vill säga att den inte delas in i några underarter. Länge placerades arten i släktet Rhinomyias men genetiska studier visar att den istället är del av Eumyias.

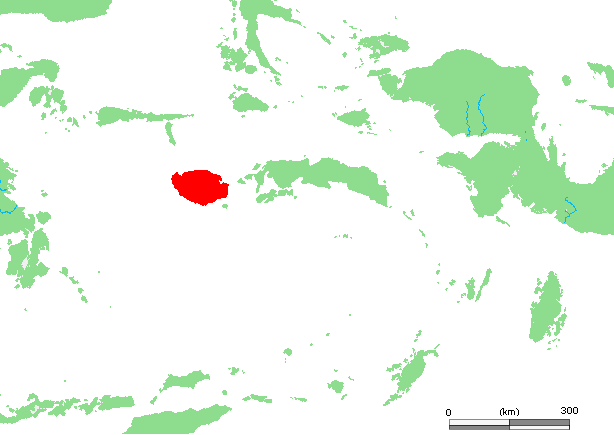
Fågeln förekommer endast på ön Buru i Moluckerna.

## Levnadssätt
Buruflugsnapparen bebor skogsområden i lägre förberg och bergstrakter.

## Status och hot
Arten har ett lite utbredningsområde och tros minska i antal, dock inte tillräckligt kraftigt för att den ska betraktas som hotad. Internationella naturvårdsunionen IUCN listar arten som nära hotad (LC).